# Loud Like Love
Loud Like Love ist das siebte Musikalbum der britischen Band Placebo. Das Album wurde am 13. September 2013 über Universal veröffentlicht.

## Aufnahmen und Produktion
Während ihrer Battle for the Sun-Tour gaben Brian Molko und Stefan Olsdal unabhängig voneinander bekannt, dass die Band an einem neuen Studioalbum arbeite. Im November verkündeten Placebo offiziell auf ihrer Website, dass sie für Albumaufnahmen ins Studio zurückkehren werden.
Die Sessions fanden in den RAK Studios in London statt, wo die Band bereits ihr fünftes Studioalbum Meds aufgenommen hatte. Für die Produktion und Mischung zeichnete Adam Noble verantwortlich.

## Themen
Das Album dreht sich insgesamt um das Thema Liebe, einerseits um Romantik und Glück, und andererseits auch um Liebeskummer. Die erste Singleauskopplung Too Many Friends setzt sich kritisch mit der Rolle des Internets und speziell mit den sozialen Netzwerken auseinander.

## Titelliste
1. Loud Like Love – 4:51
2. Scene of the Crime – 3:27
3. Too Many Friends – 3:34
4. Hold On to Me – 4:54
5. Rob the Bank – 3:38
6. A Million Little Pieces – 4:40
7. Exit Wounds – 5:48
8. Purify – 3:46
9. Begin the End – 6:00
10. Bosco – 6:39

## Rezeption

### Kritische Rezeption
Das Album wurde gemischt aufgenommen. Die Seite Metacritic errechnete aus 13 englischen Kritiken einen Metascore aus 53 Punkten. Schlecht kam vor allem die Vorabsingle Too Many Friends an, während der Titeltrack überwiegend gelobt wurde.

„Placebo zählen zu den Bands, deren Repertoire aus zwei verschiedenen Liedern besteht, einem schnellen und einem langsamen. Diese erhalten über die Jahre zwar ein neues moderneres Gewand, der musikalische Baukasten bleibt aber derselbe.[…] Die Vorabsingle "Too Many Friends" ließ Schlimmstes für den siebten Longplayer "Loud Like Love" erahnen. Ungelenk widmen sich Placebo dem Thema Online-Kommunikation und soziale Netzwerke. Dabei klingt der mittlerweile 40-jährige Molko wie ein alter Mann, der mit gestelzten Worten und hohem Fremdschamfaktor über Dinge spricht, die er nicht mehr versteht. […] Placebo bleiben Placebo bleiben Placebo. Am Ende steht ein poppiges und eingängiges Album, befreit von den Ecken und Kanten der Vergangenheit. Nicht mehr, nicht weniger.“

„„Too Many Friends“, die Abrechnung mit sozialen Netzwerken wie Facebook, erinnert textlich an die schlimmsten Schüttelreime der Sportfreunde Stiller […] und ist auch musikalisch eher ein Rohrkrepierer. […] „Loud Like Love“ hat auch seine ungemein starken Momente wie den hypnotisch groovende Titeltrack, die typischen Placebo-Rumpler „Scene Of The Crime“ und „Purify“ und vor allem die melancholischen Epen „Begin The End“ oder „Bosco“, in denen Molkos gereifte, aber immer noch zerbrechlich klingende Stimme allein das Geld wert ist.“

### Charts und Chartplatzierungen
Der Charterfolg fiel etwas mäßiger als bei ihren letzten Studioalben aus. Die Höchstplatzierung auf Position 13 in ihrem Heimatland Großbritannien ist die niedrigste aller Placebo-Alben. In Deutschland, Österreich und Frankreich, wo Battle for the Sun noch die Höchstplatzierung erreichen konnte, verpasste es die Chartspitze. Lediglich in den Schweizer Charts stieg das Album auf Rang 1 ein. In den USA konnte es sich als zweites ihrer Album nach Battle for the Sun in den Top-100 platzieren.

### Auszeichnungen für Musikverkäufe
| Land/Region        | Auszeichnungen für Musikverkäufe (Land/Region, Auszeichnung, Verkäufe) | Verkäufe |
| ------------------ | ---------------------------------------------------------------------- | -------- |
| Deutschland (BVMI) | Gold                                                                   | 100.000  |
| Österreich (IFPI)  | Gold                                                                   | 7.500    |
| Insgesamt          | 2× Gold ·                                                              | 107.500  |